# Kościół Apostołów Piotra i Pawła w Mysłowicach
Kościół Apostołów Piotra i Pawła w Mysłowicach – kościół parafialny Parafii Ewangelicko-Augsburskiej w Mysłowicach.
Zbudowany w stylu neogotyckim w latach 1875-1877, poświęcony 29 czerwca 1877. W latach 1885–1905 do kościoła na nabożeństwa uczęszczali okazyjnie również zborownicy z Roździenia i Szopienic. W 2008 r. w kościele miało miejsce zakończenie Off Festivalu połączone z koncertem zespołu Iron & Wine.